# Albisola Superiore
Albisola Superiore (D'äto d'Arbisseua en langue ligurienne) est une commune italienne d'environ 10 600 habitants située dans la province de Savone, dans la région Ligurie, dans le Nord-Ouest de l'Italie.
La commune d'Albisola Superiore forme, avec la commune voisine d'Albissola Marina, le territoire « Albisole », célèbre pour sa céramique depuis le XVe siècle.

## Culture
- Museo Della Ceramica Manlio Trucco[2].

## Administration
| Période                                  | Période  | Identité    | Étiquette                               | Qualité |
| ---------------------------------------- | -------- | ----------- | --------------------------------------- | ------- |
| 8 juin 2009                              | En cours | Franco Orsi | Le Peuple de la Liberté - Ligue du Nord |         |
| Les données manquantes sont à compléter. |          |             |                                         |         |

### Hameaux
Ellera, Albisola Capo.

### Communes limitrophes
Albissola Marina, Cairo Montenotte, Celle Ligure, Pontinvrea, Savone, Stella.